# Ботанічний сад Львівського університету
Бот́анічний сад Льв́івського Нац́іонального університ́ету ́імені ́Івана Фр́анка — навчальна і науково-дослідна установа при ЛНУ імені І. Франка та входить до природно-заповідного фонду як об'єкт загальнодержавного значення (згідно з постановами уряду України 1983 і 1992 років).

## Історія
Ботанічний сад складається з двох окремих ділянок:
- Стара частина ботанічного саду площею 2 га на вул. Кирила і Мефодія, 4 на схилах Калічої гори, поблизу центру міста);
- Нова частина площею 16,5 га на вул. Черемшини, 44, на території давнього фільварку Цетнерівка, що поблизу лісопарку Погулянка та Личаківського парку).

Нинішня частину ботанічного саду на вул. Кирила і Мефодія була заснована у 1852 році професором Лобажевським на базі старого саду ченців-тринітаріїв. Нині тут розміщені оранжереї та невеликий дендропарк. 
Нова ділянка ботанічного саду, що на вул. Черемшини, має складний рельєф, тут є також ставок, заболочена долина, схили луків, сухі піднесені плато. Це дозволило відтворити на його території фрагменти рослинності різних біотопів: водойм, боліт, луків, лучних степів, лісостепу, різних типів лісу, рівнин, альпійського і субальпійського поясів Карпат. Тут ботанічний сад був створений в 1911 році на основі декоративного саду Цетнерівка площею 4,5 га, придбаного університетом. Цетнерівка була заснована белзьким воєводою Ігнатієм Цетнером у 1787 році, її прикрашали кедри, кипариси, сосна білокора, робінія звичайна, бук лісовий пурпурнолистий , клен гостролистий (різних сортів), сосна кедрова європейська, ялиця одноколірна, сосна румелівська і сосна Веймутова, туя велетенська, ялина канадська, тюльпанове дерево американське, магнолії, метасеквоя китайська, тис ягідний, секвоядендрон газони, квітники і розарій; біля парку і саду був палац зі ставком. Протягом 1923–1939 років, крім рослин, які виростали тут у природних умовах, колекція виросла ще на 851 вид рослин. 
Під час другої світової війни загинула значна частина колекції. У 1944 році влада розпочала роботу з відновлення саду. Його територія, що розташована біля Погулянки, була розширена за рахунок націоналізованих ділянок, що колись належали львівському єпископу вірменсько-католицької церкви Барсаму Астварджадуряну Богдановичу. Це були піщані схили, вкриті травами та чагарником, частково природним лісом з сосен, бука, граба та дуба. 
Але й одночасно з цим поступово прийшли у занепад мальовничі ставки, а у 1970-х роках була знищена унікальна ділянка з природною раритетною степовою рослинністю, а натомість там збудували оранжереї.

## Структура
У структурі Ботанічного саду — 5 науково-дослідних відділів (природної трав'яної флори, дендрології, культурної флори та озеленення, тропічних і субтропічних рослин, фізіології та біохімії рослин).

## Фотографії

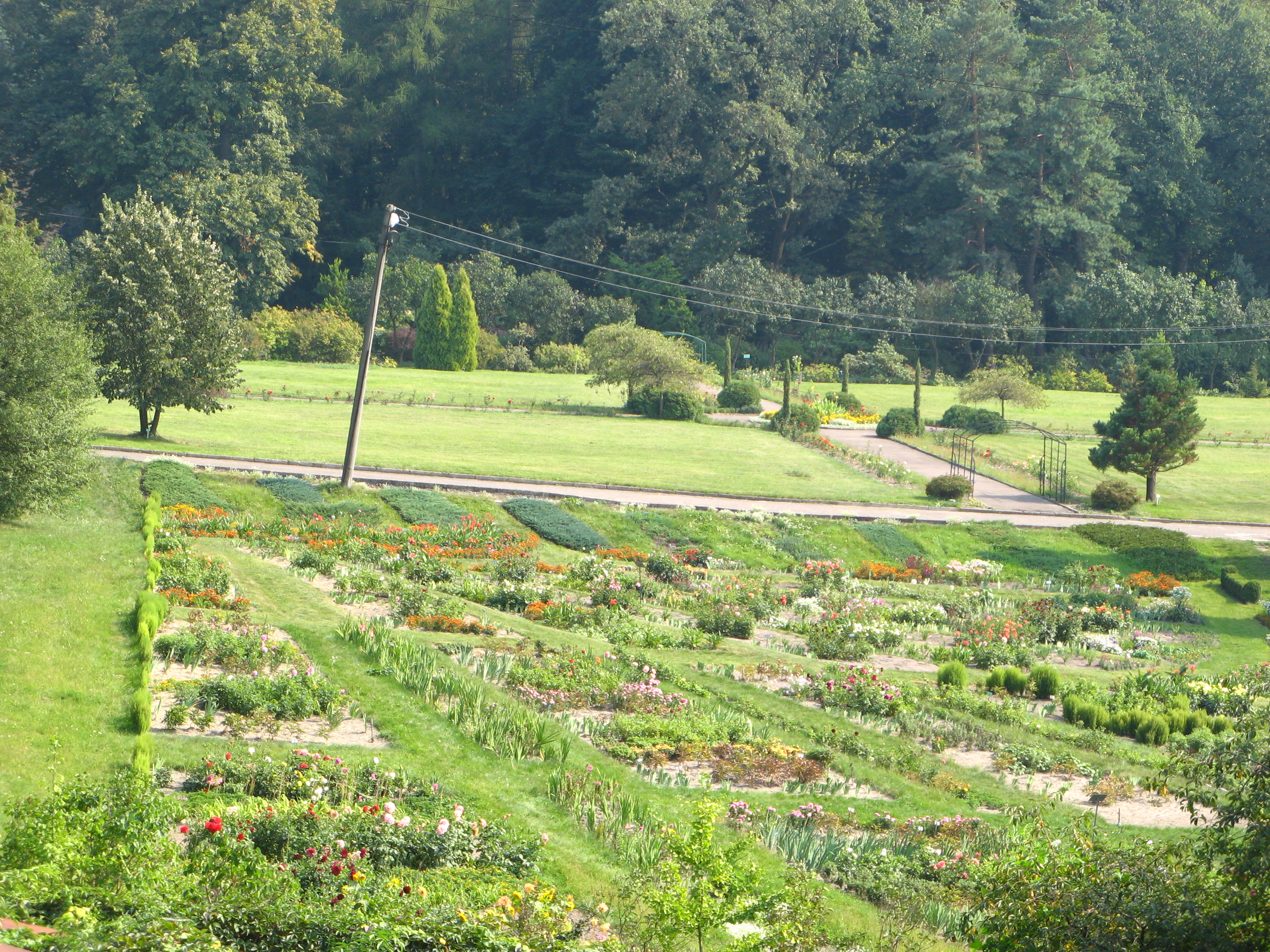
Квітники
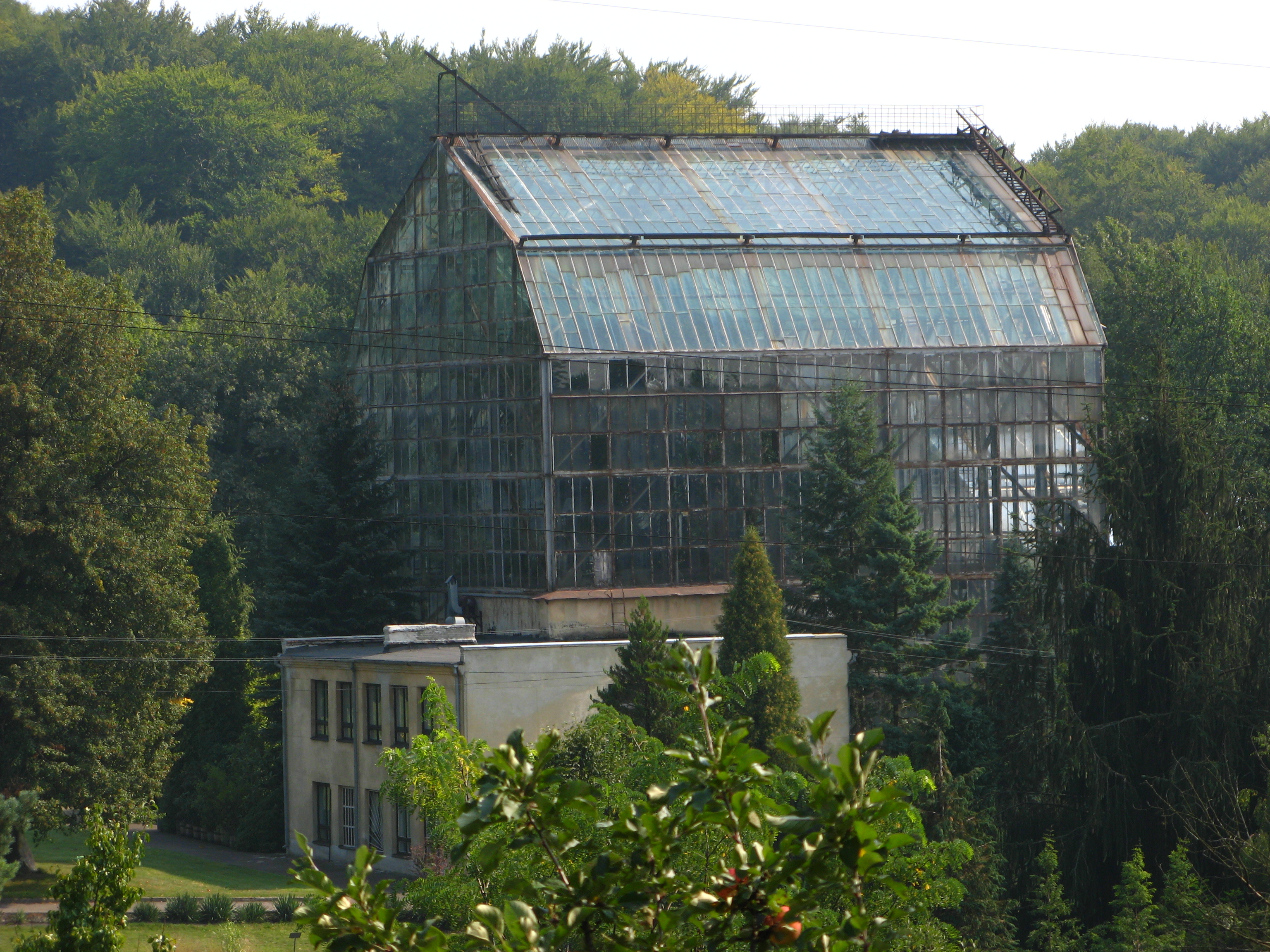
Оранжерея та адміністративний будинок
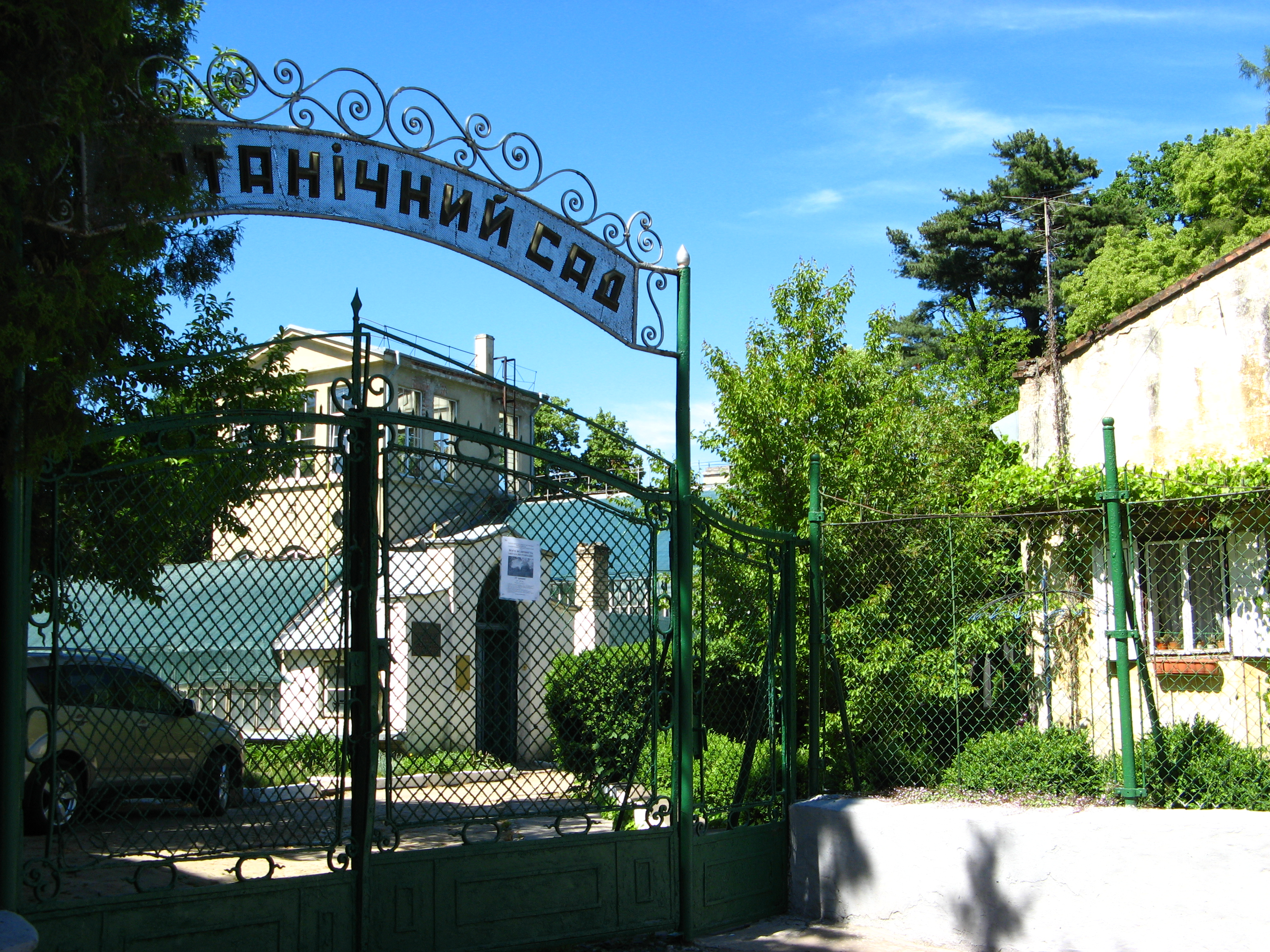
Вхід до старої частини ботанічного саду (вулиця Кирила і Мефодія, 4)